# Рисотто, Марио
Ма́рио Рисо́тто (исп. Mario Enrique Rizotto Vázquez; родился 30 августа 1984 года в Канелонесе) — уругвайский футболист, полузащитник клуба «Текнико Университарио».

## Биография
Марио Рисотто — воспитанник школы «Феникса» из Монтевидео, в составе которого дебютировал в профессиональном футболе в 2006 году. В первом же сезоне помог своей команде стать чемпионом Второго дивизиона и вернуться в Примеру Уругвая.
В 2008 году перешёл в другую столичную команду «Ривер Плейт», где стал одним из лидеров. В 2009 году помог своему клубу добиться наивысшего достижения на международной арене, дойти до полуфинала Южноамериканского кубка. На этой стадии «дарсенерос» уступили будущему победителю турнира эквадорскому ЛДУ Кито с общим счётом 2:8.
В начале 2013 года Рисотто на правах аренды перешёл в «Индепендьенте дель Валье», который тренировал уругваец Пабло Репетто. Рисотто причастен ко всем достижениям этого клуба — вместе с «Индепендьенте» он стал вице-чемпионом Эквадора в 2013 году, дважды становился третьим призёром в 2014 и 2015 годах, а в 2016 году дошёл до финала Кубка Либертадорес, что стало лучшим достижением клуба из Сангольки на международной арене. В решающих матчах эквадорский клуб сыграет с колумбийским «Атлетико Насьоналем».

## Титулы и достижения
- Чемпион Уругвая во Втором дивизионе (1): 2006/07
- Вице-чемпион Эквадора (1): 2013
- Третий призёр чемпионата Эквадора (2): 2014, 2015
- Финалист Кубка Либертадорес (1): 2016 (турнир продолжается)
- Полуфиналист Южноамериканского кубка (1): 2009